# Colonia Santiago
Colonia Santiago är en ort i Mexiko, tillhörande kommunen Tepetlaoxtoc i delstaten Mexiko. Colonia Santiago ligger i den centrala delen av landet och tillhör Mexico Citys storstadsområde. Orten hade 928 invånare vid folkmätningen 2010.